# Aston Martin DB10
El Aston Martin DB10 es un automóvil cupé de dos puertas creado para la película de James Bond Spectre por el fabricante de automóviles británico Aston Martin.
El coche fue presentado por Sam Mendes y Barbara Broccoli, el director y la productora de Spectre, la 24.° película de James Bond de Eon Productions. La inauguración se llevó a cabo como parte del lanzamiento de prensa oficial de la película en el 007 Stage en Pinewood Studios, cerca de Londres, el 4 de diciembre de 2014. Mendes introdujo el coche como «el primer miembro del reparto». De acuerdo con productores de la película, Eon Productions, la película contará con el Aston Martin DB10 como su coche protagonista. Esto continúa con la tradición de Aston Martins habiendo aparecido en varias películas de 007.

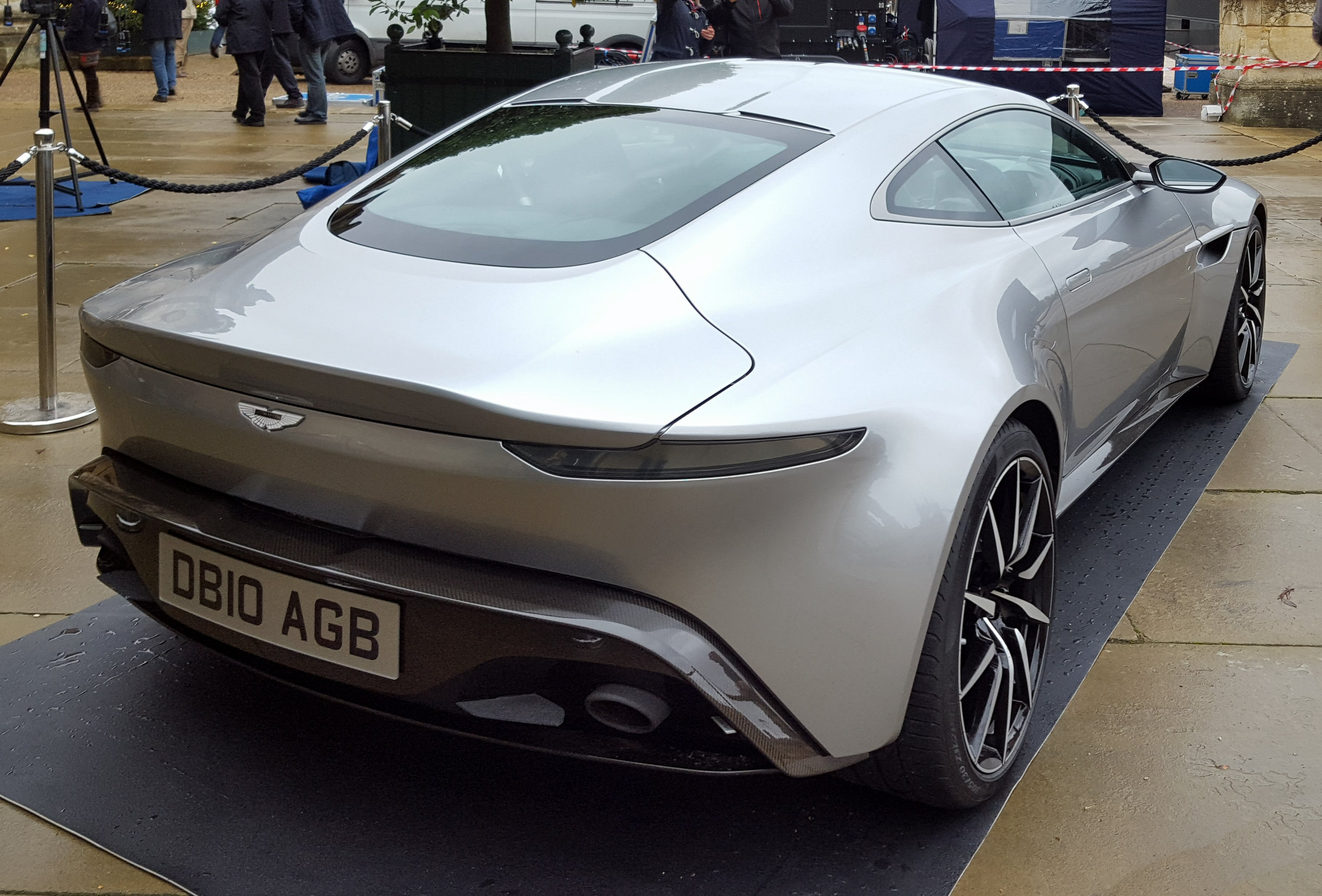
Vista trasera del DB10.

Poco después de la ceremonia de inauguración en Pinewood Studios, Aston Martin también participó en el lanzamiento de la exposición Bond in Motion en el Museo de Cine de Londres, en Covent Garden, Londres. La empresa de automóviles estaba celebrando su asociación de cincuenta años con la franquicia de películas Bond, que comenzó con el DB5 siendo utilizando en la película de 1964 Goldfinger.
El diseño del DB10 fue dirigido por el director creativo de Aston Martin Marek Reichman, con el director de la película Mendes trabajando en estrecha colaboración con el equipo. El coche fue desarrollado específicamente para la película y diez unidades serán construidas a mano en el local por los equipos de diseño e ingeniería de la compañía en Gaydon, Warwickshire. Aston Martin declaró que «el DB10 da un vistazo a la futura dirección de diseño para la próxima generación de Aston Martins».
En diciembre de 2014, Aston Martin publicó algunos de los detalles técnicos del coche, revelando que contará con la unidad de transmisión manual de 6 velocidades de la compañía que se utiliza en sus coches con motor V8. El chasis del coche está basado en una versión modificada de la plataforma VH que sustenta el V8 Vantage. Sin embargo, el DB10 tiene una batalla más larga y es casi tan ancho como el One-77. Está alimentado por el motor V8 de 4.7 L del Vantage.
El Aston Martin fue captado en video mientras se estaba filmando en el Palacio de Blenheim, el 11 de febrero de 2015. Se observaron dos versiones; una estándar con registro del vehículo DB10 AGB, y una versión adaptada con aparejo de conductor encima del vehículo.